# Eperua falcata
Eperua falcata är en ärtväxtart som beskrevs av Jean Baptiste Christophe Fusée Aublet. Eperua falcata ingår i släktet Eperua och familjen ärtväxter. Inga underarter finns listade i Catalogue of Life.